# 霹雳-5
霹靂-5近距空空導彈於中華人民共和國70年代立項，分为半主动雷达制导型和被动红外型的AB兩型，參考蘇聯AA-2飛彈的概念。1972年9月进行空中模拟弹发射试验，由於文革原因進展緩慢，1983年在同案檢討中半主动雷达制导型被終止開發，被动红外型則成功進入服役，並外銷多國。
1995年一種大幅改造升級型PL-5E出現，有後半球射擊能力，它還使用少烟推进剂解决了因导弹发射烟雾被吸入造成飞机发动机停车问题，成為當時的飛彈先進前列，1999年11月设计定型。缺点是重量较大，其重量达到120公斤。

## 使用國
- 緬甸
- 埃及
- 伊朗
- 伊拉克
- 巴基斯坦 900 枚以上，PL-5E[3]
- 斯里蘭卡
- 苏丹
- 坦桑尼亚
- 委內瑞拉 100 枚以上，PL-5E[3]

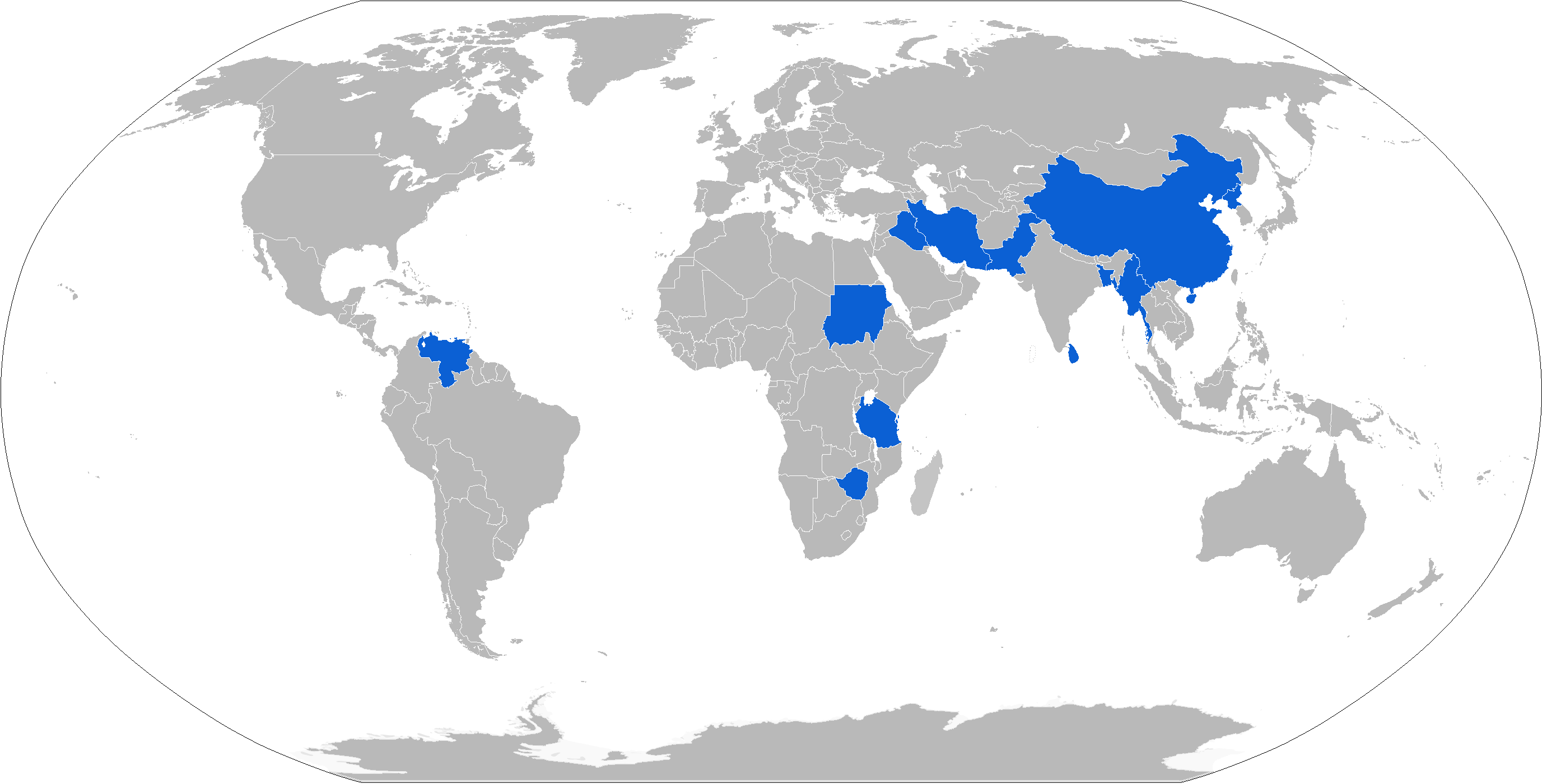
使用國

- 辛巴威